# Assobiomedica
Assobiomedica è la federazione di Confindustria che rappresenta le imprese del settore dei dispositivi medici che operano sul mercato italiano. Al 2017, ad Assobiomedica risultano iscritte oltre 300 delle 3.883 aziende del settore in Italia, e sono parte integrante della filiera della salute che incide per il 10,7% sul PIL nazionale. 

## Storia
Nel passato, le aziende che operavano nel settore biomedicale sviluppavano e commercializzavano prodotti e strumenti ritenuti, fino ad allora, non riconducibili né a farmaci, né a prodotti chimici, né a prodotti meccanici e, pur avendo un forte comune denominatore, facevano riferimento a diverse tipologie di contratti collettivi di lavoro: metalmeccanico, commerciale, industriale, chimico-farmaceutico, gomma-plastica. Nei primi anni 1980 nasce l'esigenza di una casa comune delle imprese del settore e, alla fine del 1984, nasce Assobiomedica, quale Federazione di Confindustria per le imprese che operano nel mondo delle tecnologie biomediche e diagnostiche, in modo tale da poter raggruppare in un unico contratto collettivo nazionale di lavoro la regolamentazione dei rapporti con i dipendenti.

## Struttura
La Federazione si compone di 6 associazioni di settore, ognuna delle quali rappresenta un comparto di produzione della grande insieme di tecnologie per la salute che risponde alle parole "dispositivi medici":
- ANIFA (audioprotesi, quali apparecchi acustici e accessori come chiocciole, hardware o software)
- ASSOSUBAMED (dispositivi medici a base di sostanze, come cosmetici, erboristici, integratori alimentari, apparecchiature estetiche)
- ASSOBIOMEDICALI (strumenti chirurgici, protesi vascolari, defibrillatori, siringhe, medicazioni, protesi ortopediche, valvole cardiache, bisturi, cateteri)
- DIAGNOSTICI IN VITRO (reagenti e strumenti per le analisi di laboratorio)
- ELETTROMEDICALI (diagnostica per immagini e a ultrasuoni, strumenti di elettromedicina, soluzioni e tecnologie di healthcare-IT)
- SERVIZI E TELEMEDICINA (servizi di gestione e manutenzione delle apparecchiature elettromedicali, di ingegneria clinica e servizi di telemedicina)

## Attività
Assobiomedica, alla quale sono associate la maggior parte delle aziende italiane del settore biomedicale, si propone di essere l'interlocutore più rappresentativo per le aziende verso le istituzioni sia pubbliche che private del comparto sanità, al pari di AdvaMed negli Stati Uniti d'America ed Eucomed in Europa. Tra gli scopi dell'associazione ci sono anche la diffusione della cultura del settore biomedicale.
Assobiomedica ha predisposto un codice etico nel delicato settore degli appalti del Servizio Sanitario Nazionale.

## Rilevanza del settore biomedicale in Italia
Facendo riferimento ai dati 2017, il settore conta 3.883 aziende che impiegano 76.000 dipendenti circa, di cui il 7,3% è impiegato in R&I. Il settore è caratterizzato da una forte concentrazione territoriale in sei regioni del centro-nord: Lombardia, Emilia-Romagna, Lazio, Veneto, Toscana e Piemonte. In particolare il mercato locale in assoluto più rilevante risulta quello dell'infusione, trasfusione, drenaggio e dialisi nella provincia di Modena, che con il Distretto biomedicale di Mirandola rappresenta una grande realtà produttiva del settore.
Nel settore, con 70 000 richieste, l’Italia è la 12ª nazione al mondo per numero di domande di brevetto. L'elevato livello di innovazione del comparto è testimoniato, secondo i dati del 2017 elaborati dal Centro Studi di Assobiomedica, dalle 343 startup di cui il 44% spin-off della ricerca pubblica.